# ميرامي
ميرامي (بالأوكرانية: Мірамі) هي فرقة غنائية نسائية أوكرانية تتكون من كاترينا كوخاريفا و صوفيا كيستروغا و جوليا ميسكيف، بدأت الفرقة في سنة 2010 في مدينة لفيف في أوكرانيا.